# خورشیدگرفتگی ۲ اوت ۲۰۲۷
خورشیدگرفتگی ۲ اوت ۲۰۲۷ (به انگلیسی: Solar eclipse of August 2, 2027) یک خورشیدگرفتگی از نوع خورشیدگرفتگی کامل است. این خورشیدگرفتگی در تاریخ ۲ اوت ۲۰۲۷ میلادی (‎۱۱ مرداد ۱۴۰۶ خورشیدی) روی خواهد داد که زمان اوج آن، ساعت ۱۰:۰۷:۵۰ به‌وقت ساعت هماهنگ جهانی است. مدت زمان و طول این خورشیدگرفتگی ۶ دقیقه و ۲۳ ثانیه خواهد بود.